# アジス・ヤヤ
アジス・ヤヤ（Aziz Jahjah、1980年4月25日 - ）は、ベルギー出身、オランダとモロッコ国籍の男性キックボクサー。ゴールデン・グローリー所属。
独特なパンチの打ち方が特徴的であり、高いカウンターテクニックを持つ。

## 来歴
2007年4月7日、オランダで行われたBalans Fight Nightでビヨン・ブレギーと対戦しTKO勝ちを収め注目を集める。
2008年1月12日、セルビアで行われたLord of Ringでニコラ・ディムコフスキーと対戦するも3RKO負け。
2008年5月31日、オランダで行われたBeast of the Eastでルーカス・ヤロスと対戦し、1Rに3つのダウンを奪いKO勝ち。
2008年8月9日、K-1 WORLD GP 2008 IN HAWAIIのスーパーファイトでポール・スロウィンスキーと対戦し、2Rに2度ダウンを奪うも計4度ダウンを奪い返され3RKO負け。

## 戦績
| キックボクシング 戦績 | キックボクシング 戦績 | キックボクシング 戦績 | キックボクシング 戦績 | キックボクシング 戦績 | キックボクシング 戦績 | キックボクシング 戦績 |
| --------------------- | --------------------- | --------------------- | --------------------- | --------------------- | --------------------- | --------------------- |
| 41 試合               | (T)KO                 | 判定                  | その他                | 引き分け              | 無効試合              |                       |
| 34 勝                 | 23                    |                       |                       | 0                     | 0                     |                       |
| 7 敗                  |                       |                       |                       | 0                     | 0                     |                       |

| 勝敗 | 対戦相手                     | 試合結果                              | 大会名                                           | 開催年月日     |
| △    | ブライアン・ダウヴィス       | 3R終了 ドロー                         | Ring Sensation                                   | 2009年6月27日  |
| ○    | ゴーラン・ラドニッチ         | 3R終了 判定                           | Beast of the East                                | 2009年1月24日  |
| ×    | ポール・スロウィンスキー     | 3R 1:54 KO（左フック、3ノックダウン） | K-1 WORLD GP 2008 IN HAWAII 【スーパーファイト】 | 2008年8月9日   |
| ○    | ルーカス・ヤロス             | 1R KO（右ストレート、3ノックダウン）  | Beast of the East                                | 2008年5月31日  |
| ×    | ニコラ・ディムコフスキー     | 3R KO（右フック）                     | Lord of Ring                                     | 2008年1月12日  |
| ○    | エロール・トゥルグット       | KO                                    | Marokko VS Turkije                               | 2007年12月5日  |
| ○    | ビヨン・ブレギー             | 1R TKO（脛カット）                    | Balans Fight Night                               | 2007年4月7日   |
| ○    | ピーター・ミュルダー         | 2R TKO                                | Judgement Day                                    | 2006年12月9日  |
| ×    | ムラッド・ボウジディ         | 判定                                  | MSN Fight Gala                                   | 2006年11月4日  |
| ○    | ワンロップ・シットポーレック | 1R KO（右フック）                     | 不明                                             | 2006年         |
| ×    | サミール・ベナゾーズ         | 2R KO                                 | WFCA                                             | 2006年2月4日   |
| ○    | フレデリック・シニストラ     | TKO                                   | Westpoint Fight Night                            | 2005年11月19日 |
| ×    | イワン・ストルガー           | 3R終了 判定0-3                        | La Finale du Grand Tournoi                       | 2005年7月2日   |
| ○    | オーランド・ブレインバーグ   | 2R TKO                                | Gentlemen Fight Night                            | 2005年3月19日  |
| ○    | フレデリック・ベロニー       | 2R KO                                 | WKN Simply the best                              | 2004年6月5日   |
| ○    | イワン・ストルガー           | 判定                                  | WKN Simply the best                              | 2004年6月5日   |
| ○    | アルフレンド・リモンタ       | 1R KO                                 | WKN Simply the best                              | 2004年6月5日   |